# Aizarnazabal
Aizarnazabal è un comune spagnolo di 531 abitanti situato nella comunità autonoma dei Paesi Baschi.